# Nelson Kuhn
Nelson Kuhn (* 7. Juli 1937 in Whitemouth, Manitoba) ist ein ehemaliger kanadischer Ruderer.
Kuhn kam als Jugendlicher von Manitoba nach British Columbia. Er studierte an der University of British Columbia und qualifizierte sich mit deren Achter für die Olympischen Spiele 1960 in Rom. Bei den Olympischen Spielen 1960 in Rom ruderte der kanadische Achter in der Besetzung Donald Arnold, Walter D’Hondt, Nelson Kuhn, John Lecky, David Anderson, Archibald MacKinnon, William McKerlich, Glen Mervyn und Sohen Biln. Im Finale siegte der Deutschland-Achter vor den Kanadiern und dem Boot aus der Tschechoslowakei.
Die Olympiateilnahme 1960 war der einzige internationale Einsatz von Kuhn. 2012 wurde die Crew von 1960 in die Sports Hall of Fame der University of British Columbia aufgenommen.